# Sidney Lumet
Sidney Lumet (/luːˈmɛt/ loo-MET; 25 tháng 6 năm 1924 –  9 tháng 4 năm 2011) là một đạo diễn, nhà sản xuất phim và nhà biên kịch Mỹ với 50 bộ phim để tên của mình. Ông được đề cử giải Oscar Đạo diễn xuất sắc cho 12 Angry Men (1957), Dog Day Afternoon (1975), Network (1976) and The Verdict (1982). Ông đã không đoạt một Giải Oscar cá nhân, mặc dù ông đã nhận được một giải thưởng danh dự Học viện và 14 bộ phim của ông đã được đề cử cho các giải Oscar khác nhau, như Network, được đề cử cho 10 giải, giành được 4 giải.
Bách khoa toàn thư Hollywood cho rằng Lumet là một trong những đạo diễn có nhiều phim nhất của kỷ nguyên hiện đại, mỗi năm sản xuất bình quân một bộ phim kể từ khi ra mắt nghề đạo diễn của mình vào năm 1957.